# 1140년대
1140년대는 1140년부터 1149년까지를 가리킨다.